# Tournoi de clôture du championnat du Salvador de football 2008
Navigation
Saison précédente Saison suivante
Le Tournoi Clausura 2008 est le vingtième tournoi saisonnier disputé au Salvador.
C'est cependant la 67e fois que le titre de champion du Salvador est remis en jeu.
Lors de ce tournoi, le CD Luis Ángel Firpo a conservé son titre de champion du Salvador face aux neuf meilleurs clubs salvadoriens.
Chacun des dix clubs participant était confronté deux fois aux neuf autres équipes. Puis les quatre meilleurs se sont affrontés lors d'une phase finale à la fin du tournoi.
Seulement une place était qualificative pour la Ligue des champions de la CONCACAF.

## Les 10 clubs participants
| \| CD Águila Alianza FC San Salvador FC CD Chalatenango Club Deportivo FAS AD Isidro-Metapan CD Luis Ángel Firpo Nejapa FC Once Municipal Alianza FC San Salvador FC CD Vista Hermosa \| Localisation des clubs. |
| CD Águila Alianza FC San Salvador FC CD Chalatenango Club Deportivo FAS AD Isidro-Metapan CD Luis Ángel Firpo Nejapa FC Once Municipal Alianza FC San Salvador FC CD Vista Hermosa                               |

| Club                | Stade                          | Capacité | Ville                |
| CD Águila           | Stade Juan Francisco Barraza   | 10 000   | San Miguel           |
| Alianza FC          | Stade Cuscatlán                | 45 925   | San Salvador         |
| CD Chalatenango     | Stade José Gregorio Martínez   | 15 000   | Chalatenango         |
| Club Deportivo FAS  | Stade Oscar Quiteño            | 15 000   | Santa Ana            |
| AD Isidro-Metapan   | Stade Jorge Calero Suárez      | 8 000    | Metapán              |
| CD Luis Ángel Firpo | Stade Sergio Torres            | 5 000    | Usulután             |
| Nejapa FC           | Complexe Victoria Gasteiz (en) | 2 000    | Nejapa               |
| Once Municipal      | Stade Simeón Magaña            | 5 000    | Ahuachapán           |
| San Salvador FC     | Stade Cuscatlán                | 45 925   | San Salvador         |
| CD Vista Hermosa    | Stade Correcaminos             | 12 000   | San Francisco Gotera |

## Compétition
Le tournoi Clausura se déroule de la même façon que le tournoi saisonnier précédent, en deux phases :
- La phase de qualification : les dix-huit journées de championnat.
- La phase finale : les matchs aller-retour allant des demi-finales à la finale.

### Phase de qualification
Lors de la phase de qualification les dix équipes affrontent à deux reprises les neuf autres équipes selon un calendrier tiré aléatoirement.
Les quatre meilleures équipes sont qualifiées pour les demi-finales.
Le classement est établi sur le barème de points classique (victoire à 3 points, match nul à 1, défaite à 0).
Le départage final se fait selon les critères suivants :
- Le nombre de points.
- La différence de buts générale.
- Le nombre de buts marqué.

#### Classement
| Rang | Équipe                  | Pts | J  | G | N | P  | Bp | Bc | Diff |
| ---- | ----------------------- | --- | -- | - | - | -- | -- | -- | ---- |
| 1    | CD Luis Ángel Firpo (T) | 32  | 18 | 8 | 8 | 2  | 39 | 27 | +12  |
| 2    | AD Isidro-Metapan       | 32  | 18 | 8 | 8 | 2  | 29 | 15 | +14  |
| 3    | Club Deportivo FAS      | 30  | 18 | 8 | 6 | 4  | 26 | 21 | +5   |
| 4    | CD Vista Hermosa        | 30  | 18 | 8 | 6 | 4  | 20 | 15 | +5   |
| 5    | CD Chalatenango         | 25  | 18 | 6 | 7 | 5  | 29 | 25 | +4   |
| 6    | Alianza FC              | 22  | 18 | 5 | 7 | 6  | 20 | 18 | +2   |
| 7    | CD Águila               | 21  | 18 | 5 | 6 | 7  | 25 | 32 | -7   |
| 8    | Nejapa FC (P)           | 19  | 18 | 4 | 7 | 7  | 20 | 26 | -6   |
| 9    | Once Municipal          | 12  | 18 | 1 | 9 | 8  | 11 | 24 | -13  |
| 10   | San Salvador FC         | 12  | 18 | 2 | 6 | 10 | 14 | 30 | -16  |

| Légende : Qualifications et relégations | Légende : Qualifications et relégations                  |
| --------------------------------------- | -------------------------------------------------------- |
|                                         | Qualifié pour les demi-finales                           |
|                                         | (T) : Tenant du titre (P) : Promu de la saison 2006-2007 |

#### Matchs
| Résultats (▼dom., ►ext.)                                   | Agu | Ali | Cha | FAS | Lui | Isi | Nej | Onc | San | Vis |
| CD Águila                                                  |     | 0-0 | 2-1 | 0-3 | 1-4 | 3-3 | 2-0 | 1-1 | 1-1 | 1-1 |
| Alianza FC                                                 | 2-1 |     | 1-2 | 0-0 | 1-1 | 0-0 | 0-0 | 1-1 | 3-1 | 4-0 |
| CD Chalatenango                                            | 2-2 | 1-2 |     | 2-1 | 1-1 | 1-1 | 3-0 | 1-0 | 2-2 | 1-0 |
| Club Deportivo FAS                                         | 3-2 | 3-2 | 3-2 |     | 1-1 | 2-2 | 1-0 | 0-0 | 1-0 | 2-0 |
| CD Luis Ángel Firpo                                        | 2-4 | 2-1 | 1-0 | 3-1 |     | 3-1 | 0-0 | 2-0 | 5-0 | 1-1 |
| AD Isidro-Metapan                                          | 3-1 | 2-1 | 3-3 | 3-2 | 2-1 |     | 2-1 | 2-0 | 4-0 | 1-1 |
| Nejapa FC                                                  | 4-1 | 2-1 | 1-3 | 2-2 | 1-1 | 2-2 |     | 1-1 | 1-1 | 1-2 |
| Once Municipal                                             | 0-2 | 0-0 | 1-1 | 0-1 | 0-0 | 2-5 | 1-2 |     | 1-0 | 0-2 |
| San Salvador FC                                            | 0-1 | 0-1 | 2-2 | 2-0 | 0-0 | 4-3 | 0-2 | 1-1 |     | 0-1 |
| CD Vista Hermosa                                           | 2-0 | 2-0 | 2-1 | 0-0 | 0-1 | 0-0 | 3-0 | 2-2 | 1-0 |     |
| - Victoire à domicile - Match nul - Victoire à l'extérieur |     |     |     |     |     |     |     |     |     |     |

### Classement cumulatif
| Rang | Équipe                  | Pts | J  | G  | N  | P  | Bp | Bc | Diff |
| ---- | ----------------------- | --- | -- | -- | -- | -- | -- | -- | ---- |
| 1    | AD Isidro-Metapan       | 61  | 36 | 16 | 13 | 7  | 60 | 39 | +21  |
| 2    | Club Deportivo FAS      | 60  | 36 | 17 | 9  | 10 | 53 | 42 | +11  |
| 3    | CD Luis Ángel Firpo (C) | 59  | 36 | 15 | 14 | 7  | 62 | 44 | +18  |
| 4    | CD Chalatenango         | 59  | 36 | 16 | 11 | 9  | 58 | 41 | +17  |
| 5    | CD Vista Hermosa        | 57  | 36 | 16 | 9  | 11 | 44 | 40 | +4   |
| 6    | Alianza FC              | 46  | 36 | 11 | 13 | 12 | 46 | 46 | 0    |
| 7    | CD Águila               | 46  | 36 | 12 | 10 | 14 | 48 | 52 | -4   |
| 8    | Nejapa FC (P)           | 41  | 36 | 9  | 14 | 13 | 51 | 60 | -9   |
| 9    | San Salvador FC         | 27  | 34 | 5  | 12 | 19 | 34 | 65 | -31  |
| 10   | Once Municipal          | 26  | 36 | 5  | 11 | 20 | 19 | 46 | -27  |

| Légende : Qualifications et relégations | Légende : Qualifications et relégations                                         |
| --------------------------------------- | ------------------------------------------------------------------------------- |
|                                         | Ligue des champions de la CONCACAF 2008-2009 (Phase de groupes)                 |
|                                         | Ligue des champions de la CONCACAF 2008-2009 (Tour préliminaire)                |
|                                         | Qualifié pour le barrage de relégation en Segunda División                      |
|                                         | Relégué en Segunda División                                                     |
|                                         | (C) : Vainqueur des deux tournois de l'année (P) : Promu de la saison 2006-2007 |

### Barrage de relégation
| Club            | Aller | Retour | Club                   | Commentaire |
| San Salvador FC | 1-1   | 1-3    | Juventud Independiente |             |

### La phase finale
Les quatre équipes qualifiées sont réparties dans le tableau final d'après leur classement général.
En cas d'égalité sur la somme des deux matchs, c'est l'équipe ayant marqué le plus de buts à extérieur qui l'emporte puis une prolongation et une séance de tirs au but ont éventuellement lieu.

#### Tableau
|  | 1/2 finale          | 1/2 finale          | 1/2 finale         | 1/2 finale | 1/2 finale | 1/2 finale          |                     |     | Finale | Finale | Finale | Finale | Finale |  |
|  |                     |                     |                    |            |            |                     |                     |     |        |        |        |        |        |  |
|  |                     |                     |                    |            |            |                     |                     |     |        |        |        |        |        |  |
|  |                     |                     |                    |            |            |                     |                     |     |        |        |        |        |        |  |
|  | CD Luis Ángel Firpo | CD Luis Ángel Firpo | (1)                | 0          | 3          |                     |                     |     |        |        |        |        |        |  |
|  | CD Luis Ángel Firpo | CD Luis Ángel Firpo | (1)                | 0          | 3          |                     |                     |     |        |        |        |        |        |  |
|  | CD Vista Hermosa    | CD Vista Hermosa    | (4)                | 1          | 0          |                     |                     |     |        |        |        |        |        |  |
|  | CD Vista Hermosa    | CD Vista Hermosa    | (4)                | 1          | 0          | CD Luis Ángel Firpo | CD Luis Ángel Firpo | (1) | 0      | 1      |        |        |        |  |
|  |                     |                     |                    |            |            |                     | CD Luis Ángel Firpo | (1) | 0      | 1      |        |        |        |  |
|  |                     | Club Deportivo FAS  | Club Deportivo FAS | (3)        | 0          | 0                   |                     |     |        |        |        |        |        |  |
|  | AD Isidro-Metapan   | AD Isidro-Metapan   | Club Deportivo FAS | (3)        | 0          | 0                   | (2)                 | 0   | 2      |        |        |        |        |  |
|  | AD Isidro-Metapan   | AD Isidro-Metapan   |                    |            |            |                     | (2)                 | 0   | 2      |        |        |        |        |  |
|  | Club Deportivo FAS  | Club Deportivo FAS  | (3)                | 3          | 0          |                     |                     |     |        |        |        |        |        |  |
|  | Club Deportivo FAS  | Club Deportivo FAS  | (3)                | 3          | 0          |                     |                     |     |        |        |        |        |        |  |

#### Demi-finales
| Club                | Aller | Retour | Club               | Commentaire |
| CD Luis Ángel Firpo | 0-1   | 3-0    | CD Vista Hermosa   |             |
| AD Isidro-Metapan   | 0-3   | 2-0    | Club Deportivo FAS |             |

#### Finale
| 1er juin 2008 | CD Luis Ángel Firpo  | 1:0 (a.p.) | Club Deportivo FAS | Stade Cuscatlán |  |
|               | Guillermo Morán 118e | (0:0)      |                    |                 |  |

## Bilan du tournoi
| Tableau d'Honneur     |                     |
| Compétition           | Vainqueur           |
| Tournoi Clausura 2008 | CD Luis Ángel Firpo |

| Qualifications continentales 2008-2009 |                     |
| Ligue des champions                    | Qualifiés           |
| Phase de groupes                       | CD Luis Ángel Firpo |
| Tour Préliminaire                      | AD Isidro-Metapan   |

| Promotions et relégations   |                                           |
| Relégué en Segunda División | Once Municipal San Salvador FC            |
| Promu de Segunda División   | CD Atlético Balboa Juventud Independiente |

## Statistiques

### Buteurs
| Rang | Nom                    | Équipe              | Buts |
| 1    | William Reyes          | AD Isidro-Metapan   | 14   |
| 2    | Patricio Barroche      | CD Luis Ángel Firpo | 13   |
| 3    | Juan Carlos Reyes      | Nejapa FC           | 9    |
| 4    | Rodolfo Zelaya         | CD Chalatenango     | 8    |
| 4    | Franklin Webster       | CD Chalatenango     | 8    |
| 6    | Pompilio Cacho Valerio | CD Vista Hermosa    | 7    |